# Championnat d'Équateur de football 2015
Navigation
Saison précédente Saison suivante
La saison 2015 du championnat d'Équateur de football est la cinquante-septième édition du championnat de première division professionnelle en Équateur. 
Le championnat est scindé en deux tournois saisonniers où les douze équipes engagées s'affrontent deux fois, à domicile et à l'extérieur. Le vainqueur de chaque tournoi participe à la finale nationale et obtient son billet pour la Copa Libertadores. Un classement cumulé des deux tournois permet de déterminer les deux clubs relégués en Serie B.
C'est le Club Sport Emelec, double tenant du titre, qui remporte à nouveau la compétition cette saison, après avoir remporté le tournoi Clôture puis battu le LDU Quito, vainqueur du tournoi d'Ouverture, en finale nationale. C'est le treizième titre de champion de l'histoire du club.

## Qualifications continentales
Le champion d’Équateur se qualifie pour la Copa Sudamericana 2016. Le vainqueur de chaque tournoi obtient sa qualification directe pour la Copa Libertadores 2016, tout comme le 3e du classement cumulé. Si une équipe remporte les deux tournois, ce sont les 2e et 3e au classement cumulé de la saison qui l'accompagnent dans cette compétition.Enfin, le classement cumulé permet aux 4e, 5e et 6e de se qualifier pour la Copa Sudamericana 2016.

## Les clubs participants
| - Barcelona Sporting Club - Sociedad Deportivo Quito - LDU Loja - Club Deportivo Cuenca - LDU Quito - CDU Católica del Ecuador | - Club Deportivo El Nacional - Sociedad Deportiva Aucas - Promu de Segunda A - Mushuc Runa SC - CD River Ecuador - Promu de Segunda A - Independiente del Valle - Club Sport Emelec |

## Compétition
Le barème utilisé pour établir les différents classements est le suivant :
- Victoire : 3 points
- Match nul : 1 point
- Défaite : 0 point

### Tournoi Apertura

#### Classement
| Rang | Équipe                     | Pts | J  | G  | N | P  | Bp | Bc | Diff |
| ---- | -------------------------- | --- | -- | -- | - | -- | -- | -- | ---- |
| 1    | LDU Quito                  | 47  | 22 | 13 | 8 | 1  | 28 | 10 | +18  |
| 2    | Club Sport EmelecT         | 45  | 22 | 13 | 6 | 3  | 41 | 18 | +23  |
| 3    | Independiente del Valle    | 42  | 22 | 12 | 6 | 4  | 35 | 24 | +11  |
| 4    | Barcelona Sporting Club -1 | 32  | 22 | 10 | 3 | 9  | 33 | 24 | +9   |
| 5    | Sociedad Deportivo Quito   | 29  | 22 | 7  | 8 | 7  | 33 | 37 | -4   |
| 6    | Club Deportivo El Nacional | 28  | 22 | 8  | 4 | 10 | 28 | 24 | +4   |
| 7    | CD River EcuadorP          | 26  | 22 | 7  | 5 | 10 | 27 | 32 | -5   |
| 8    | Mushuc Runa SC             | 26  | 22 | 7  | 5 | 10 | 25 | 38 | -13  |
| 9    | Club Deportivo Cuenca      | 23  | 22 | 5  | 8 | 9  | 25 | 37 | -12  |
| 10   | Sociedad Deportiva AucasP  | 22  | 22 | 5  | 7 | 10 | 32 | 34 | -2   |
| 11   | CDU Católica del Ecuador   | 21  | 22 | 5  | 6 | 11 | 22 | 31 | -9   |
| 12   | LDU Loja -3                | 16  | 22 | 5  | 4 | 13 | 17 | 37 | -20  |

|  | Qualification pour la Copa Libertadores 2016 et la finale nationale |
|  | T : Tenant du titre P : Promu de Segunda A                          |

### Torneo Clausura

#### Classement
| Rang | Équipe                        | Pts | J  | G  | N | P  | Bp | Bc | Diff |
| ---- | ----------------------------- | --- | -- | -- | - | -- | -- | -- | ---- |
| 1    | Club Sport EmelecT            | 43  | 22 | 12 | 7 | 3  | 42 | 20 | +22  |
| 2    | LDU Quito                     | 42  | 22 | 13 | 3 | 6  | 42 | 26 | +16  |
| 3    | CDU Católica del Ecuador      | 40  | 22 | 12 | 4 | 6  | 35 | 27 | +8   |
| 4    | Independiente del Valle       | 37  | 22 | 11 | 4 | 7  | 45 | 30 | +15  |
| 5    | Sociedad Deportiva AucasP     | 32  | 22 | 8  | 8 | 6  | 27 | 25 | +2   |
| 6    | Barcelona Sporting Club -1    | 30  | 22 | 8  | 7 | 7  | 23 | 21 | +2   |
| 7    | CD River EcuadorP             | 28  | 22 | 7  | 7 | 8  | 26 | 30 | -4   |
| 8    | LDU Loja -1                   | 26  | 22 | 8  | 3 | 11 | 28 | 33 | -5   |
| 9    | Club Deportivo Cuenca         | 25  | 22 | 6  | 7 | 9  | 21 | 27 | -6   |
| 10   | Mushuc Runa SC                | 24  | 22 | 5  | 9 | 8  | 26 | 33 | -7   |
| 11   | Club Deportivo El Nacional -1 | 20  | 22 | 6  | 3 | 13 | 17 | 34 | -17  |
| 12   | Sociedad Deportivo Quito -8   | 5   | 22 | 3  | 4 | 15 | 15 | 41 | -26  |

|  | Qualification pour la Copa Libertadores 2016 et la finale nationale |
|  | T : Tenant du titre P : Promu de Segunda A                          |

### Classement cumulé
| Rang | Équipe                        | Pts | J  | G  | N  | P  | Bp | Bc | Diff |
| ---- | ----------------------------- | --- | -- | -- | -- | -- | -- | -- | ---- |
| 1    | LDU Quito                     | 89  | 44 | 26 | 11 | 7  | 70 | 36 | +34  |
| 2    | Club Sport EmelecT            | 88  | 44 | 25 | 13 | 6  | 83 | 38 | +45  |
| 3    | Independiente del Valle       | 79  | 44 | 23 | 10 | 11 | 80 | 54 | +26  |
| 4    | Barcelona Sporting Club -2    | 62  | 44 | 18 | 10 | 16 | 56 | 45 | +11  |
| 5    | CDU Católica del Ecuador      | 61  | 44 | 17 | 10 | 17 | 57 | 58 | -1   |
| 6    | Sociedad Deportiva AucasP     | 54  | 44 | 13 | 15 | 16 | 59 | 59 | 0    |
| 7    | CD River EcuadorP             | 54  | 44 | 14 | 12 | 18 | 53 | 62 | -9   |
| 8    | Mushuc Runa SC                | 50  | 44 | 12 | 14 | 18 | 51 | 71 | -20  |
| 9    | Club Deportivo El Nacional -1 | 48  | 44 | 14 | 7  | 23 | 45 | 58 | -13  |
| 10   | Club Deportivo Cuenca         | 48  | 44 | 11 | 15 | 18 | 46 | 64 | -18  |
| 11   | Sociedad Deportivo Quito -8   | 42  | 44 | 13 | 7  | 24 | 45 | 70 | -25  |
| 12   | LDU Loja -4                   | 34  | 44 | 10 | 12 | 22 | 48 | 78 | -30  |

|  | Qualification pour la Copa Libertadores 2016 |
|  | Qualification pour la Copa Sudamericana 2016 |
|  | Relégation directe en Segunda A              |
|  | T : Tenant du titre P : Promu de Segunda A   |

#### Finale pour le titre
| 16 décembre 2015 | Club Sport Emelec         | 3 - 1 | LDU Quito    | Estadio Reales Tamarindos, Portoviejo            |                                                  |
| 19:15            | Gaibor 7e · Mena 49e, 66e |       | 83e Cevallos | Spectateurs : 14 023 Arbitrage : Vinicio Espinel | Spectateurs : 14 023 Arbitrage : Vinicio Espinel |

| 20 décembre 2015 | LDU Quito | 0 - 0 | Club Sport Emelec | La Casa Blanca, Quito                           |                                                 |
| 11:30            |           |       |                   | Spectateurs : 26 045 Arbitrage : Daniel Salazar | Spectateurs : 26 045 Arbitrage : Daniel Salazar |

- Club Sport Emelec est sacré champion d’Équateur 2015. Il obtient son billet pour la Copa Sudamericana 2016.

## Bilan de la saison
| Championnat d'Équateur de football 2015 |                               |
| Champion                                | Club Sport Emelec (13e titre) |
| Qualifications continentales            |                               |
| Copa Libertadores 2016                  | Club Sport Emelec             |
| Copa Libertadores 2016                  | LDU Quito                     |
| Copa Libertadores 2016                  | Independiente del Valle       |
| Copa Sudamericana 2016                  | Club Sport Emelec             |
| Copa Sudamericana 2016                  | Barcelona Sporting Club       |
| Copa Sudamericana 2016                  | CDU Católica del Ecuador      |
| Copa Sudamericana 2016                  | Sociedad Deportiva Aucas      |
| Promotions et relégations               |                               |
| Promus en Serie A                       | Delfín SC                     |
| Promus en Serie A                       | Fuerza Amarilla SC            |
| Relégués en Serie B                     | LDU Loja                      |
| Relégués en Serie B                     | Sociedad Deportivo Quito      |